# What Have You Done for Me Lately
"What Have You Done for Me Lately" é um single de Janet Jackson, lançado no dia 13 de janeiro de 1986.